# Божанув
Божанув (пол. Bożanów) — село в Польщі, у гміні Жарув Свідницького повіту Нижньосілезького воєводства.
Населення — 126 осіб (2011).
У 1975-1998 роках село належало до Валбжиського воєводства.

## Демографія
Демографічна структура станом на 31 березня 2011 року:
|          | Загалом | Допрацездатний вік | Працездатний вік | Постпрацездатний вік |
| -------- | ------- | ------------------ | ---------------- | -------------------- |
| Чоловіки | 63      | 16                 | 46               | 1                    |
| Жінки    | 63      | 9                  | 46               | 8                    |
| Разом    | 126     | 25                 | 92               | 9                    |